# Технологія рекомбінатних ДНК
Рекомбінантна ДНК (англ. recombinant DNA, англ. rDNA) — молекула ДНК, отримана за допомогою методів генетичної інженерії (молекулярне клонування). Молекула поєднує в собі генетичний матеріал, виділений з різних біологічних джерел, створюючи таким чином певну ДНК послідовність. Отримана таким чином векторна ДНК може реплікуватись у клітинах-господарях. Векторами для рекомбінантної ДНК можуть бути плазміди, віруси, штучні хромосоми на основі дріжджових чи тваринних хромосомальних елементів. Існує велика кількість різних систем, що дозволяють здійснювати експресію привнесених генів. Окрім загальної назви «рекомбінантна ДНК», таку молекулу іноді називають химерною ДНК. В технології рекомбінантної ДНК загалом використовують паліндромну послідовність, котра після відповідних маніпуляціях має тупі та липкі кінці. За допомогою технології рекомбінантної ДНК можливо привнести в геном одного організму певний ген, виділений з геному іншого організму, створюючи таким чином генетично модифікований організм. Технологія рекомбінантної ДНК і генетична рекомбінація є різними поняттями.
Білки, синтезовані в результаті експресії рекомбінантної ДНК називаються рекомбінантними білками. Інколи, під час присутності привнесеної молекули ДНК в геномі, експресія протеїну не відбувається. В цьому випадку вимагається використання специфічних векторних систем та певної структури ДНК конструкції (присутність специфічних промоторів, термінаторів тощо)

## Історія
Вперше ідея про створення рекомбінантної ДНК виникла у Пітера Лоббана, аспіранта професора Дейла Кайзера з факультету біохімії при медичній школі Стенфордського університету.Перші публікації про створення та вдале використання рекомбінантної ДНК датовані 1972 та 1973 рр.. Після цього, Стенфордський університет у 1974 р. подав заявку на патент за темою «Рекомбінантна ДНК» за згодою інвесторів Стенлі Коена та Герберта Боєра. Патент був затверджений у 1980 р. Першим продуктом, отриманим з використанням технології рекомбінантних ДНК був людський інсулін, створений компанією Genetech та ліцензованим Eli Lilly and Company.

## Технологія створення рекомбінантної ДНК
Для створення молекули рекомбінантної ДНК необхідно пройти декілька етапів:
- виділення потрібного (цільового) гена
- вбудова гена в специфічну ДНК послідовність (вектор), здатну до реплікації в клітині-хазяєві
- введення вектора в організм-реципієнт
- визначення (скринінг) та відбір клітин, в геномі яких виявлена присутність гена інтересу

Створення рекомбінантної ДНК відбувається завдяки методу молекулярного клонування. Це є неосновний метод, але найбільш поширений. Тож, спочатку за допомогою рестриктаз отримують різного роду фрагменти ДНК, в тому числі й послідовності, що кодують гени. Фрагменти ДНК можуть мати як тупі так і липкі кінці. В результаті, різноманітні фрагменти ДНК можливо комбінувати між собою за допомогою різноманітних методів, наприклад методом рестрикційно/лігазного методу, методом Гібсона (Gibson assembly) та ін. Після введення чужорідної ДНК у геном організму-господаря, рекомбінантна ДНК-конструкція може експресуватись. В деяких випадках експресія не відбувається.